# Schmarsow (Triglitz)
Schmarsow ist ein bewohnter Gemeindeteil von Triglitz des Amtes Putlitz-Berge im Landkreis Prignitz in Brandenburg.

## Geografie
Der Ort liegt drei Kilometer nordnordwestlich von Triglitz und drei Kilometer ostsüdöstlich von Putlitz. Die Nachbarorte sind Weitgendorf-Ausbau im Norden, Silmersdorf und Buckow im Nordosten, Mertensdorf im Südosten, Triglitz im Süden, Hochheim im Westen sowie Putlitz im Nordwesten.